# Progarypus setifer
Progarypus setifer är en spindeldjursart som beskrevs av Volker Mahnert 200. Progarypus setifer ingår i släktet Progarypus och familjen Olpiidae. Inga underarter finns listade i Catalogue of Life.